# Hollywood Studio Club

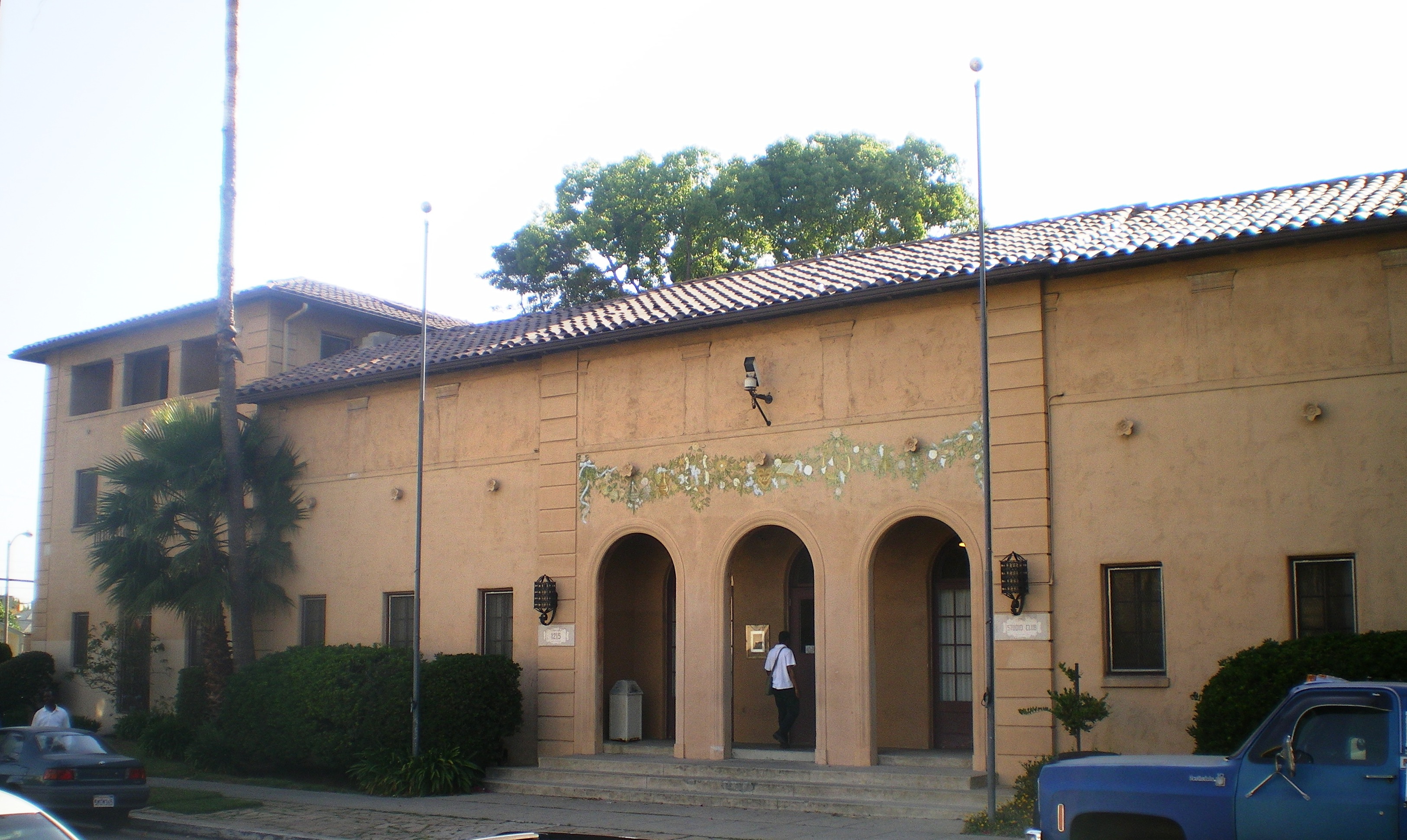
Le bâtiment en 2008.

Le Hollywood Studio Club est un dortoir situé à Hollywood (Los Angeles, États-Unis) créé en 1916 et dirigé par la YMCA. Jusqu'à sa fermeture en 1975, il héberge environ 10 000 femmes du milieu du cinéma, notamment des personnalités comme Marilyn Monroe, Ayn Rand, Donna Reed, Kim Novak, Rita Moreno, Barbara Eden et Sharon Tate. Fonctionnant comme une sorte de sororité, il faisait aussi office de refuge pour celles qui souhaitaient échapper aux producteurs libidineux du monde du cinéma.
Le bâtiment, de style néo-méditerranéen (en) et néo-Renaissance, a été conçu par l'architecte californienne Julia Morgan. Inscrit au registre national des lieux historiques, il reste la propriété de la YMCA.

## Histoire

### Origine

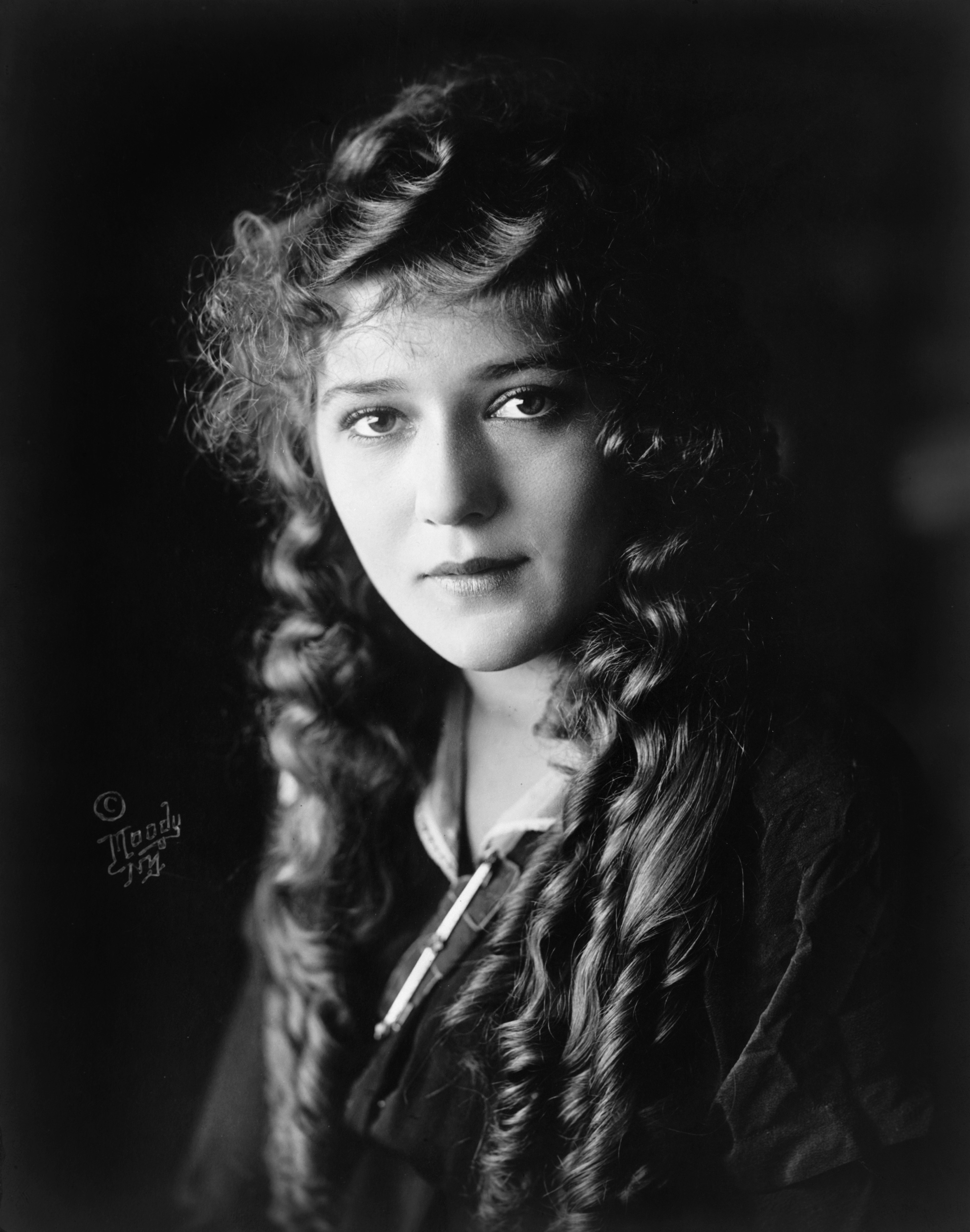
Mary Pickford, l'une des initiatrices du club.

En 1915, Eleanor Jones, qui travaille à la bibliothèque d'Hollywood, remarque que des jeunes femmes se réunissent dans la cave du bâtiment pour répéter des pièces de théâtre à haute voix. Inquiète, elle contacte alors le foyer local de la Young Women's Christian Association (YWCA) pour leur trouver un lieu de rencontre plus adapté. C'est ainsi qu'avec l'aide d'entreprises du quartier, une maison est louée 6129 Carlos Way pour venir en aide à ces aspirantes actrices,.
Dans les années 1910, l'industrie balbutiante du cinéma attire déjà à Hollywood de nombreuses jeunes femmes désirant devenir actrices. En parallèle de l'initiative d'Eleanor Jones, Mary Pickford, la star de l'époque, se rend compte que beaucoup d'entre elles rencontrent des difficultés pour trouver un logement sûr à un prix abordable. Elle s'arrange alors pour réunir dans une maison une dizaine de femmes, parmi lesquelles Zasu Pitts, encore figurante, Anne Bauchens, future monteuse de Cecil B. DeMille ou encore les actrices Marjorie Daw et Julanne Johnston. Elles sont rejointes par la scénariste Agnes Christine Johnston (en) et la future attachée de presse Margaret Ettinger, cousine de la chroniqueuse mondaine Louella Parsons. Bientôt, la maison voit affluer des dizaines de femmes, venues y prendre des cours de comédie, faire du sport, boire un thé ou encore emprunter des tenues dans les dressings d'autres actrices. En effet, à l'époque, les actrices devaient elles-mêmes fournir les vêtements qu'elles portaient à l'écran.
En 1922, elles sont vingt-deux à y résider de façon permanente mais l'endroit devient rapidement trop exigu. Constance Adams DeMille (en), femme de Cecil B. DeMille, s'emploie alors à convaincre d'autres épouses de dirigeants hollywoodiens à collecter des fonds pour trouver un plus grand bâtiment. Plusieurs studios répondent à l'appel et l'un des plus généreux donateurs, William Hays, a beau jeu de présenter le projet comme une preuve de l'intérêt que porte Hollywood à préserver la vertu des jeunes femmes venues y tenter leur chance. S'il verse 20 000 dollars, il est pourtant déjà connu à l'époque pour étouffer les scandales impliquant des stars (le viol impliquant l'acteur Fatty Arbuckle, la toxicomanie de Wallace Reid ou les rumeurs impliquant des producteurs libidineux). La YMCA cède un terrain et l'architecte Julia Morgan, célèbre pour avoir dirigé la construction du Hearst Castle, est chargée d'y mener les travaux.

### Organisation
Construit en 1925, le Hollywood Studio Club est inauguré l'année suivante. Au premier niveau se trouvent des salles d'écriture, une bibliothèque, une salle à manger et une scène, alors que les deux niveaux supérieurs accueillent des chambres pouvant loger une centaine de femmes. Les différents espaces sont baptisés du nom de certaines stars de l'époque, comme Gloria Swanson et Frances Marion, qui aident par ailleurs financièrement le club. Pour une somme comprise entre 10 et 15 dollars par semaine, les pensionnaires disposent d'un lit et de deux repas par jour ; elles doivent avoir de 18 à 35 ans, chercher un métier dans le monde du spectacle et leur présence ne peut pas excéder trois années. Les hommes ne sont pas admis dans les étages où se trouvent les chambres. Le club propose des cours quotidiens, centralise les offres d'emplois, donne des conseils ou propose des bons plans (comme des tickets pour accéder à des avant-premières). Marjorie Williams est chargée par la YWCA de diriger le club. Cette femme très diplômée est entourée d'une équipe totalement féminine.

### Célèbres pensionnaires

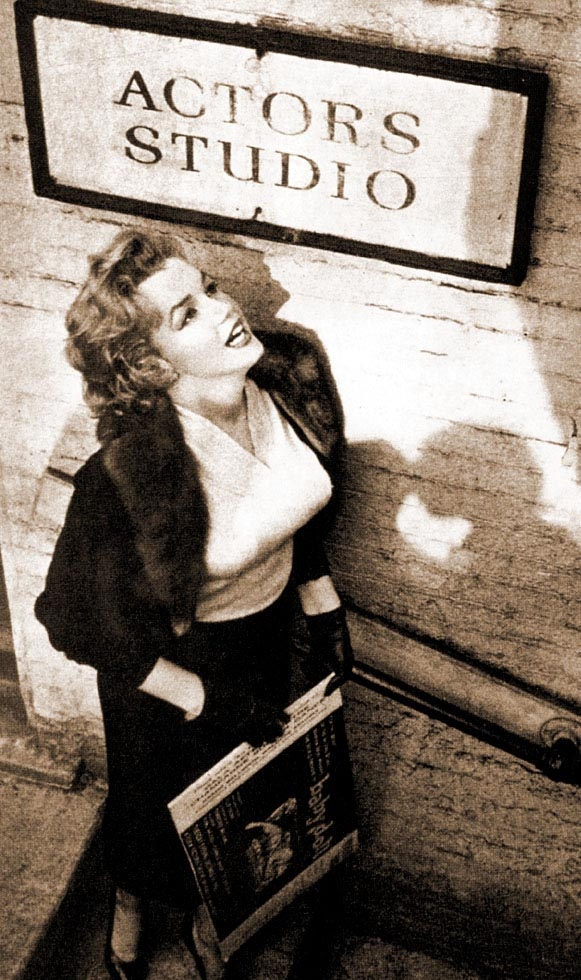
Marilyn Monroe, l'une des célèbres pensionnaires.

La future philosophe libérale Ayn Rand y arrive dans un grand dénuement et réussit à trouver un rôle de figurante dans Le Roi des rois (1927), après avoir reçu 50 $ qu'un donateur anonyme souhaitait donner à la pensionnaire la plus dans le besoin. Elle quitte rapidement les lieux pour se marier.
Alors que règne à Hollywood la règle tacite contraignant un certain nombre d'actrices à coucher avec des dirigeants du milieu du cinéma pour obtenir des rôles, le Studio Club apparaît comme un refuge. La journaliste Cari Beauchamp écrit ainsi : « Entretien après entretien, les anciennes pensionnaires nous ont répété à quel point l'endroit les avait soulagées d'un poids, et comme il leur avait offert opportunités, protection et sérénité ».
Dès les années 1930, le Hollywood Studio Club est l'objet de reportages, insistant sur la solidarité de ces jeunes femmes enthousiastes trépignant de réussir dans le monde du cinéma. La concurrence dans le milieu crée cependant en réalité certaines jalousies. Et si les hommes ne peuvent pas gagner les étages, rien n'interdit que des relations se nouent à l'extérieur. L'IVG est encore illégale et les contraceptifs peu efficaces, si bien que certaines pensionnaires meurent d'avortements clandestins ou finissent stériles.

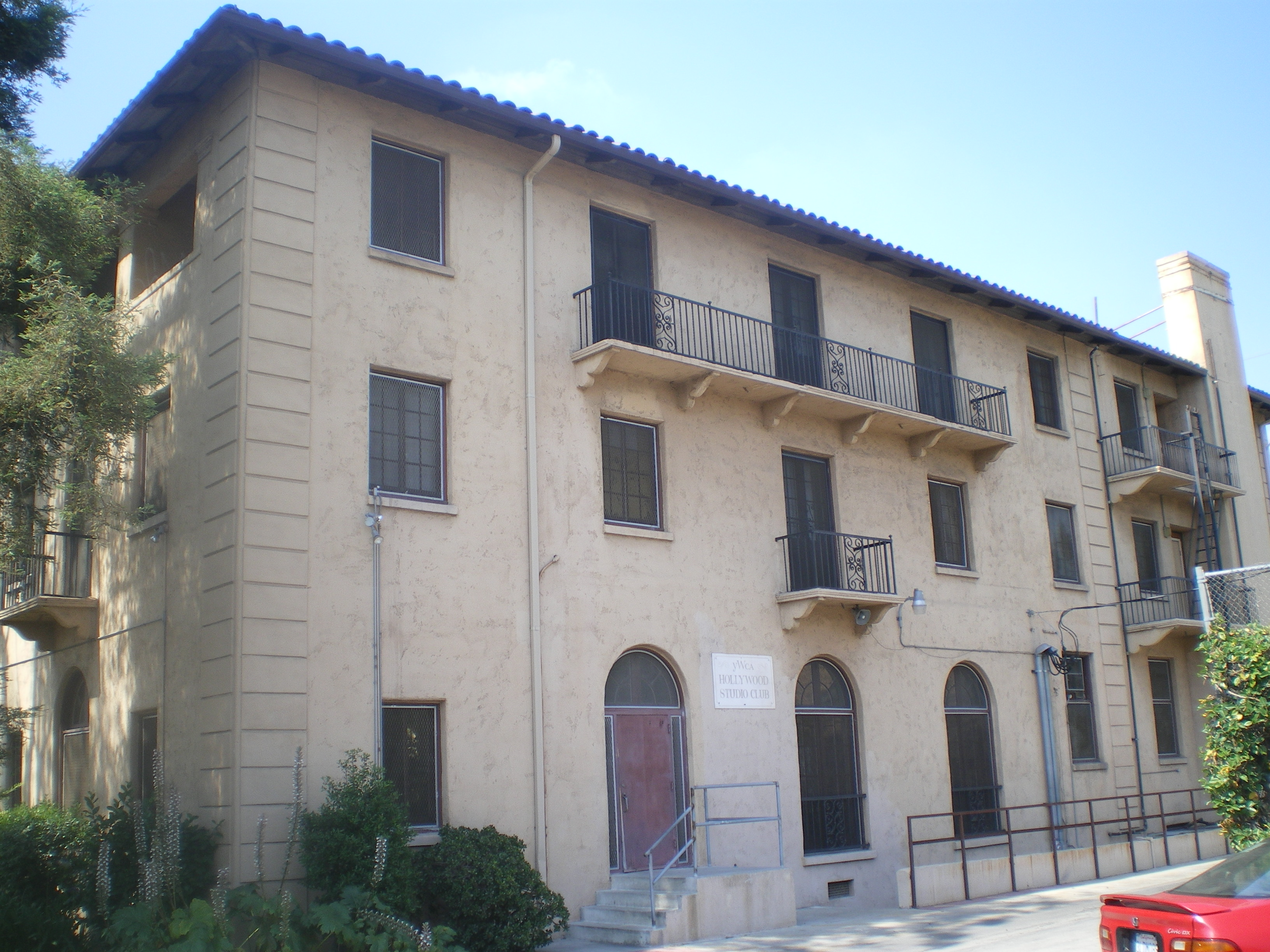
Façade nord.

Durant la Seconde Guerre mondiale, le club participe à l'effort de guerre : des soirées dansantes ont lieu pour les soldats, des pensionnaires leur confectionnent des couvertures tandis que d'autres se rendent à la Hollywood Canteen, où les stars assurent le service pour les militaires avant leur départ sur le champ de bataille. En 1945, Florence Williams, succède à Marjorie Williams comme directrice. Parmi les actrices aspirantes à désormais résider au Hollywood Studio Club figurent Donna Reed, Dorothy Malone, Sharon Tate, Barbara Eden ou encore Ann B. Davis. Le président de la Paramount Adolph Zukor intercède pour que Barbara Rush y obtienne une chambre. Harry Cohn, président de Columbia, insiste pour sa part pour que Kim Novak, qu'il vient d'engager, reste au club afin de pouvoir contrôler sa vie privée ; mais elle se débrouille malgré tout pour échapper à sa surveillance. À ses débuts, Marilyn Monroe y habite mais provoque un scandale en posant dénudée pour un calendrier dans les locaux du club. Rita Moreno, devenue pensionnaire après avoir été violée par son agent et harcelée par des producteurs, y trouve refuge et, alors qu'elle sort avec Marlon Brando, reste longtemps dans le hall pour discuter avec lui au téléphone.
Outre ces futures stars, on trouve aussi beaucoup d'employées de bureaux des studios ou de jeunes filles qui ne perceront jamais. Dans les années 1960, les demandes d'admission sont moins nombreuses et les pensionnaires ne viennent plus seulement des États-Unis, par exemple la hongkongaise Nancy Kwan. Les années hippie et le changement des mentalités rendent au fil du temps moins pressante qu'avant la nécessité pour les aspirantes actrices de trouver un endroit sécurisé à Hollywood, si bien que le club finit par fermer en 1975, faute d'un nombre suffisant de pensionnaires. Endetté, il doit vendre son mobilier mais la YWCA reste propriétaire des murs. Le bâtiment est inscrit au registre national des lieux historiques. Il accueille un dortoir du Job Corps (en) jusque 2012. En 2018, il est transformé pour accueillir des femmes SDF.